# Hotspot – Island zwischen Massentourismus und Einsamkeit
Hotspot – Island zwischen Massentourismus und Einsamkeit ist ein deutscher Reise- und Dokumentarfilm, der sich mit den Auswirkungen des Massentourismus auf Island auseinandersetzt. Der Film wurde im Jahr 2019 von Carlos Viering, Tom Köhn und Niklas Christensen produziert.

## Handlung
Die Filmemacher begleiten eine Gruppe von Reisenden auf ihrer Tour durch Island und zeigen die beliebtesten Touristenattraktionen der Insel. Dabei werden auch die negativen Auswirkungen des Massentourismus auf die Umwelt und die Einheimischen thematisiert. So zeigt der Film beispielsweise, wie der hohe Besucherandrang an Orten wie dem Geysir oder der Gletscherlagune Jökulsárlón zu Problemen führt. Die Filmemacher zeigen jedoch auch die Einsamkeit und die Schönheit der unberührten Landschaften, die von vielen Touristen nicht wahrgenommen werden. Dabei kommen auch Einheimische zu Wort, die ihre Sichtweise auf den Tourismus in Island teilen.

## Produktion und Veröffentlichung
Der Film wurde von Carlos Viering, Tom Köhn und Niklas Christensen produziert und von der Filmwerkstatt Kiel mit 10.000 Euro gefördert. Die Dreharbeiten fanden im Sommer 2019 statt.
Die Filmmusik wurde von Jan Heymel komponiert.
Premiere war am 7. Oktober 2021 im Studio-Filmtheater am Dreiecksplatz in Kiel. Der Film wurde später deutschlandweit in diversen Kinos im Rahmen einer Kinotour präsentiert.